# 필립 R. 앨런
필립 리처드 앨런(Phillip Richard Allen, 1939년 3월 26일 ~ 2012년 3월 1일)은 미국의 배우이다.
피츠버그에서 태어났으며 로스앤젤레스에서 사망하였다.

## 영화
- 죽음의 죄 (1992년)
- 라스트 투 고 (1991년)
- 법과 질서 (1990년)
- 할로우 포인트 (1987년)
- 더 빅 블랙 필 (1981년)
- 레이디 (1979년)
- 용감한 형제 (1977년)
- 형사 Q (1976년)
- 미드웨이 (1976년)
- 코작 (1973년)